# 孟春 (弘治進士)
孟春（1460年—？），字時元，山西澤州人，民籍，明朝政治人物。

## 生平
弘治八年乙卯科山西鄉試第四十六名舉人。弘治九年（1496年）中式丙辰科會試第二百六名，二甲第八十七名進士。歷官浙江嚴州府知府，正德五年（1510年）五月升太僕寺少卿，八年正月升都察院右佥都御史、巡抚宣府，九年十二月因宣大失机，被降级，十一年三月降補陕西左參議，十二年七月升本司右參政。十六年八月起升應天府府尹，十一月升都察院右副都御史、整饬蓟州边备兼巡抚顺天等府地方，以擒获近京地方剧贼马锡等功，賞银币，嘉靖二年（1523年）十二月升户部右侍郎、总督仓场，三年八月改吏部右侍郎，十月升左侍郎，六年九月以李福达案革职闲住。

## 家族
曾祖孟泰；祖父孟鑑；父孟彪，母王氏。慈侍下。子孟階。